# Umspannwerk Mikułowa
Das Umspannwerk Mikułowa ist eine große Schaltanlage und Umspannwerk im Südwesten Polens. Es liegt bei dem gleichnamigen Ort etwa elf Kilometer südöstlich von Görlitz. Betrieben wird es vom staatlichen Übertragungsnetzbetreiber Polskie Sieci Elektroenergetyczne (PSE).

## Geschichte
Das Umspannwerk ist als Freiluftanlage aufgebaut und wurde 1960 als erstes polnisches 400-kV-Umspannwerk überhaupt errichtet, um die Leistung des 1962 in Betrieb genommenen Kraftwerks Turów zu verteilen.
Seit 2014 wird es als bedeutende Schaltstelle in der Anbindung des polnischen Stromnetzes an Deutschland und Tschechien modernisiert und weiter ausgebaut. Neben dem Gelände stellt der Bahnhof Mikułowa einen Gleisanschluss für die Anlieferung schwerer Geräte wie Leistungstransformatoren bereit. Die Nähe zur deutschen und tschechischen Grenze vereinfacht den Bau grenzüberschreitender Hochspannungsleitungen.

## Leitungswege
Das Umspannwerk ist mit zwei 400-kV-Leitungen an das deutsche Netz von 50Hertz Transmission am Umspannwerk Hagenwerder angeschlossen. Eine weitere 400-kV-Leitung führt nach Breslau, eine 220-kV-Leitung über Cieplice Śląskie-Zdrój nach Wałbrzych.
Das Kraftwerk Turów ist mit einer 400-kV- und einer 220-kV-Leitung direkt an Mikułowa angeschlossen.
Im Juni 2016 wurden acht Phasenschiebertransformatoren in Mikułowa in Betrieb genommen, um die Leistungsflüsse zwischen den angeschlossenen Netzen präzise steuern zu können.